# 23丁目駅 (IRTブロードウェイ-7番街線)
23丁目駅（23ちょうめえき、英: 23rd Street）は、ニューヨーク市地下鉄IRTブロードウェイ-7番街線の駅である。マンハッタン区チェルシーの7番街と西23丁目の交差点に位置し、1系統が終日、2系統が深夜のみ停車する。

## 駅構造
| G                  | 地上階                         | 出入口 |
| P プラットホーム階 | 相対式ホーム、右側のドアが開く | 相対式ホーム、右側のドアが開く                                                                                  |
| P プラットホーム階 | 北行緩行線                     | ← ヴァン・コートラント・パーク-242丁目駅行き（28丁目駅） ← 深夜帯：ウェイクフィールド-241丁目駅行き（28丁目駅） |
| P プラットホーム階 | 北行急行線                     | ← 通過 |
| P プラットホーム階 | 南行急行線                     | → 通過 → |
| P プラットホーム階 | 南行緩行線                     | → サウス・フェリー駅行き（18丁目駅）→ 深夜帯：ブルックリン・カレッジ駅行き（18丁目駅）→                         |
| P プラットホーム階 | 相対式ホーム、右側のドアが開く | |

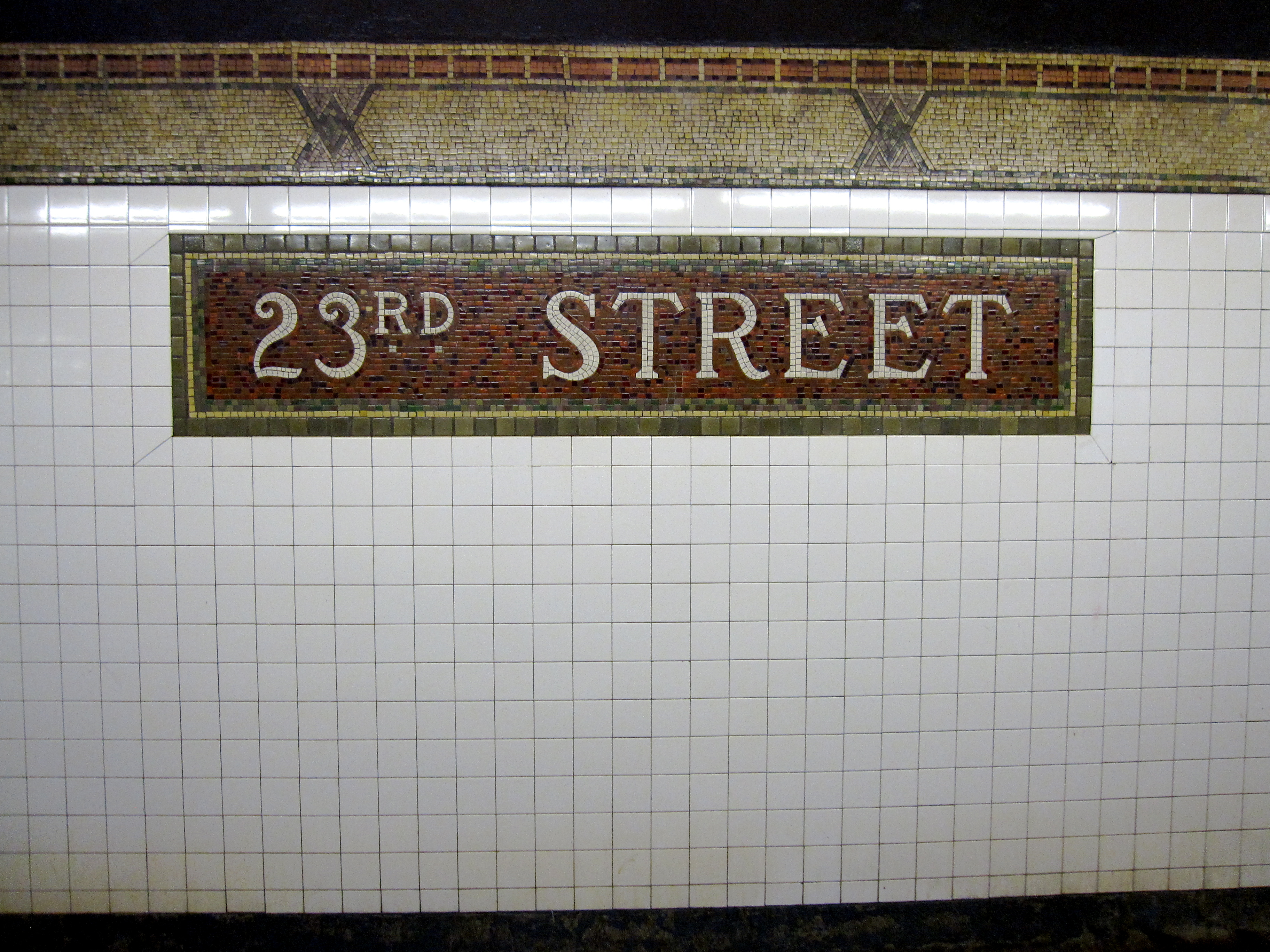
駅名標

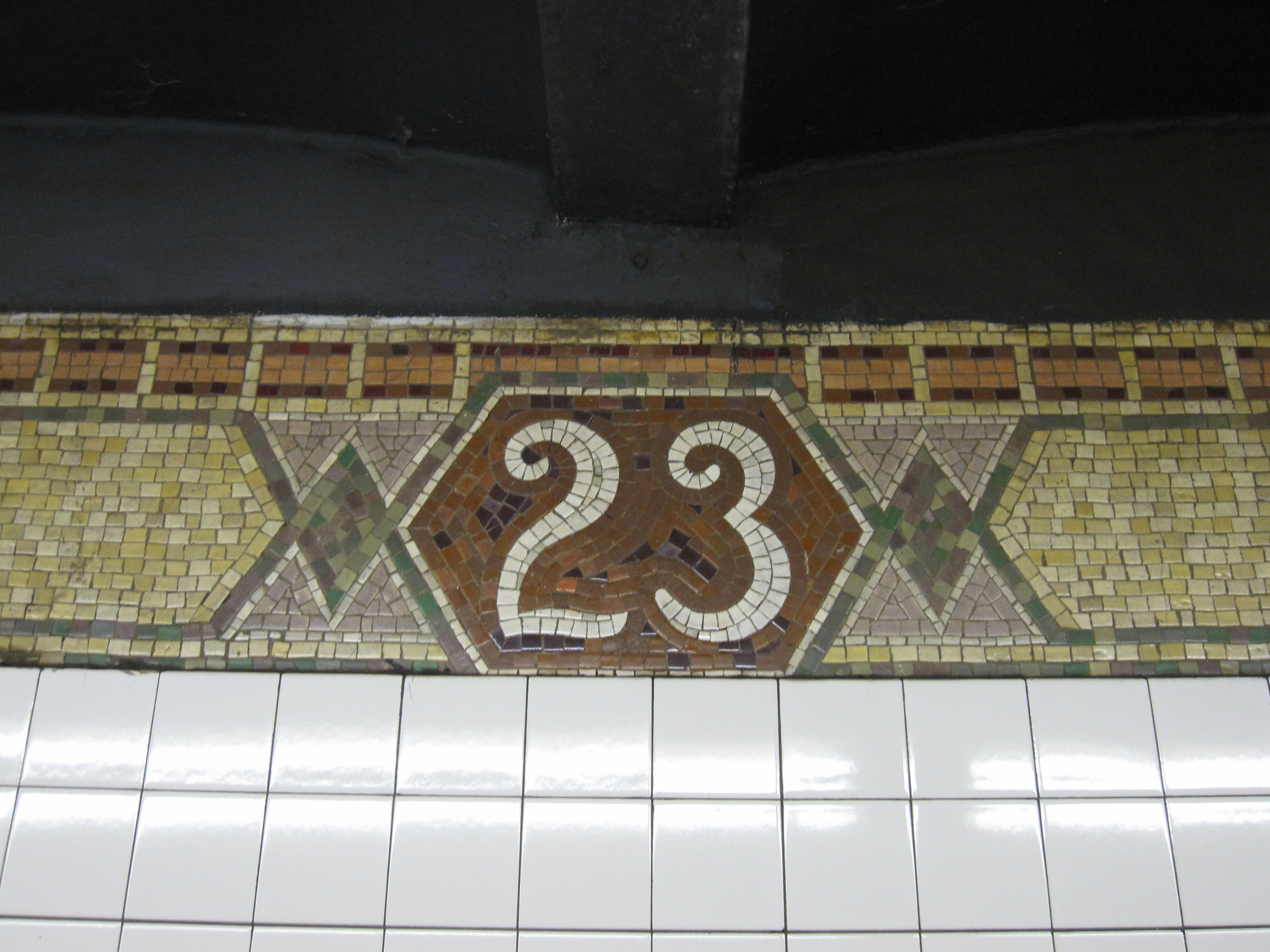
タブレット

駅は1918年7月1日、ブロードウェイ-7番街線が34丁目-ペン・ステーション駅からサウス・フェリー・ループス駅およびウォール・ストリート駅まで延伸した際に開業した。相対式ホーム2面と緩行線2線・急行線2線を有した2面4線の地下駅で、中央の急行線は深夜帯以外に2系統及び3系統が通過している。

### 出入口
駅には南北ホーム中央にそれぞれ独立して改札口があり、ホーム間連絡通路はない。北行ホーム側は有人で回転式改札機ときっぷ売り場、7番街と西23丁目の交差点北東・南東への階段が1つずつある。南行ホーム側は無人で回転式改札機と7番街と西23丁目の交差点北西・南西への階段が1つずつある。

## 映画
1998年のアメリカ映画『GODZILLA』では当駅はZillaにより破壊され、マディソン・スクエア・ガーデン内にある巣穴への入口となる。

## 外部リンク

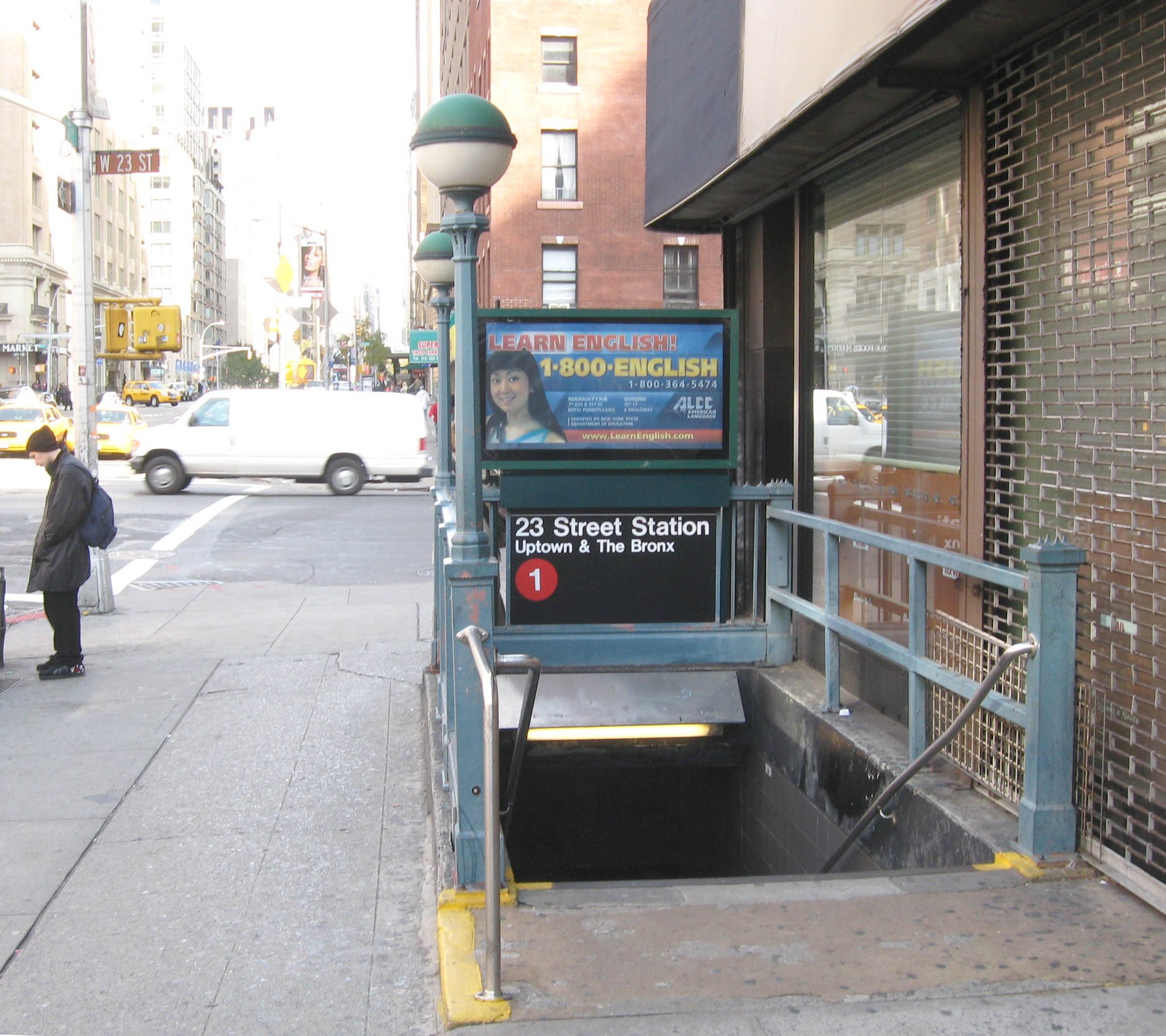
北行ホームへの階段